# غار هيرد
غار هيرد (بالإنجليزية: Gar Heard)‏ مواليد 3 مايو 1948 في هوغانسفيل، هو لاعب كرة سلة أمريكي معتزل تحول إلى التدريب بعد الاعتزال. بدأ مسيرته الاحترافية في سنة 1970. تم اختياره من قبل فريق سياتل سوبرسونيكس خلال الدرافت. يبلغ طوله 6 قدم 6 بوصة (2.0 م). اعتزل اللعب في 1981. فاز بلقب دوري إن بي إيه. أحرز خلال مسيرته في الإن بي إيه 6828 نقطة بمعدل 8.7 نقاط في المباراة الواحدة.

## المسيرة الاحترافية
لعب مع سياتل سوبرسونيكس من سنة 1970 إلى 1973، ثم لعب مع شيكاغو بولز في موسم 1972–1973، ثم لعب مع بوفالو بريفز من سنة 1973 إلى 1976، ثم لعب مع فينيكس صنز من سنة 1975 إلى 1980، ثم لعب مع لوس أنجلوس كليبرز في موسم 1980–1981.

## روابط خارجية
- غار هيرد على موقع إن بي أي (الإنجليزية)
- غار هيرد على موقع سبورتس رفرنس (الإنجليزية)
- غار هيرد على موقع كلية كرة السلة في سبورتس رفرنس.كوم (الإنجليزية)
- غار هيرد على موقع ريلجم (الإنجليزية)
- غار هيرد على موقع بروبوليرز (الإنجليزية)
- غار هيرد على موقع سبورتس رفرنس (الإنجليزية)